# 100 of the World’s Worst Invasive Alien Species
100 of the World’s Worst Invasive Alien Species ist eine von der  Invasive Species Specialist Group (ISSG) der IUCN herausgegebene Liste mit 100 als besonders problematisch angesehenen invasiven Arten. Die Liste ist ein Auszug aus der Global Invasive Species Database, welche Einträge über zahlreiche invasive Neobiota enthält (891 Arten; Stand: 2015).
Invasive Neobiota sind der Definition zufolge „Fremde Arten, die sich in natürlichen oder halbnatürlichen Lebensräumen etabliert haben, die deren Veränderung vorantreiben und die dortige natürliche Biodiversität bedrohen“ (alien species which becomes established in natural or semi-natural ecosystems or habitat, is an agent of change, and threatens native biological diversity). Fremde Arten (Neobiota) sind in diesem Zusammenhang alle Arten, die vom Menschen in Regionen außerhalb ihres natürlichen Verbreitungsgebiets eingeschleppt oder etabliert worden sind.

## Hintergrund

Logo der IUCN

Die Liste ist vor allem für Zwecke der Öffentlichkeitsarbeit („to enhance awareness“) und der Naturschutzpolitik aufgestellt worden. Die Herausgeber betonen selbst die Schwierigkeiten, zu beurteilen, wie gefährlich invasive Arten sind. So richten manche Arten in einem eng umgrenzten Bereich große Schäden an, während andere, weiter verbreitete Arten, insgesamt größere, aber weniger sichtbare Auswirkungen haben können. Als Ziel der Liste wird daher angegeben, 100 Arten zu sammeln, die zu denen gehören, welche die größten Auswirkungen auf Artenvielfalt und menschliche Aktivitäten haben und dabei verschiedene Aspekte biologischer Invasionen beleuchten. Aus Gattungen mit mehreren invasiven Arten wurde dabei jeweils nur eine Art in die Liste aufgenommen. Es wird auch betont, dass das Fehlen einer Art auf der Liste nicht bedeute, dass diese weniger problematisch als die aufgeführten Arten sei. Trotz dieser Einschränkungen wurde die Auswahl gelegentlich auch von wissenschaftlicher Seite als Sammlung besonders invasiver Neobiota verwendet. Eine solche Verwendung ist aber die Ausnahme.
Die Liste wurde im Jahr 2000 erstmals aufgestellt und 2004 aktualisiert. 2013 ersetzte der Schwimmfarn Salvinia molesta die Rinderpest, deren Ausrottung von der Weltorganisation für Tiergesundheit 2011 offiziell erklärt wurde. Vergleichbare Listen sind später, durch die Liste der IUCN angeregt, auch von anderen Stellen aufgestellt worden. So hat die Europäische Umweltagentur im Rahmen des Streamlining European 2010 Biodiversity Indicators (SEBI 2010)-Prozesses eine Liste „100 of the worst“ invasiver Arten in der Europäischen Union aufgestellt. Diese Liste soll vor allem zur Bewusstmachung des Problems beitragen, so dass auf einen ausgewogenen Anteil von Wirbeltieren, Wirbellosen und Pflanzen aus marinen, limnischen und terrestrischen Lebensräumen Wert gelegt wurde. Eine weitere Liste der „100 Worst Invasives“ wurde speziell für die marine Fauna und Flora des Mittelmeeres aufgestellt.

## Liste
| Art                                          | Deutscher Name                                                             | Quelle | Herkunft                               | Bild |
| -------------------------------------------- | -------------------------------------------------------------------------- | ------ | -------------------------------------- | ---- |
| Acacia mearnsii                              | Schwarzholz-Akazie                                                         |        | Australien                             |      |
| Lissachatina fulica (früher Achatina fulica) | Große Achatschnecke                                                        |        | Ostafrika                              |      |
| Acridotheres tristis                         | Hirtenmaina                                                                |        | Zentral- und Südasien                  |      |
| Aedes albopictus                             | Asiatische Tigermücke                                                      |        | Südostasien                            |      |
| Anopheles quadrimaculatus                    | Stechmückenart                                                             |        | Nordamerika                            |      |
| Anoplolepis gracilipes                       | Gelbe Spinnerameise                                                        |        | Afrika                                 |      |
| Anoplophora glabripennis                     | Asiatischer Laubholzbockkäfer                                              |        | Ostasien                               |      |
| Aphanomyces astaci                           | zu Gattung der Eipilze gehöriger Wasserschimmel, Verursacher der Krebspest |        | Nordamerika                            |      |
| Ardisia elliptica                            |                                                                            |        | Südostasien                            |      |
| Arundo donax                                 | Pfahlrohr, Spanisches Rohr                                                 |        | Eurasien                               |      |
| Asterias amurensis                           | Nordpazifischer Seestern                                                   |        | Ferner Osten                           |      |
| Banana bunchy top virus (BBTV)               | Verursacher der Büschelgipfelkrankheit der Banane                          |        |                                        |      |
| Batrachochytrium dendrobatidis               | Chytridpilz                                                                |        | Afrika                                 |      |
| Bemisia tabaci                               | Tabakmottenschildlaus                                                      |        | Asien                                  |      |
| Boiga irregularis                            | Braune Nachtbaumnatter                                                     |        | Australasien                           |      |
| Bufo marinus = Rhinella marina               | Aga-Kröte                                                                  |        | Südamerika                             |      |
| Capra hircus                                 | Hausziege                                                                  |        | Asien                                  |      |
| Carcinus maenas                              | Gemeine Strandkrabbe                                                       |        | Europa, Nordafrika                     |      |
| Caulerpa taxifolia                           | „Killeralge“                                                               |        | Mittelamerika, Südostasien, Australien |      |
| Cecropia peltata                             |                                                                            |        | Mittelamerika                          |      |
| Cercopagis pengoi                            |                                                                            |        | Südeuropa                              |      |
| Cervus elaphus                               | Rothirsch                                                                  |        | Eurasien                               |      |
| Chromolaena odorata                          |                                                                            |        | Lateinamerika                          |      |
| Cinara cupressi                              | Zypressen-Rindenlaus                                                       |        | Nordamerika                            |      |
| Cinchona pubescens                           | Roter Chinarindenbaum                                                      |        | Lateinamerika                          |      |
| Clarias batrachus                            | Froschwels                                                                 |        | Südostasien                            |      |
| Coptotermes formosanus                       | Formosa-Termiten                                                           |        | China                                  |      |
| Potamocorbula amurensis = Corbula amurensis  |                                                                            |        | Ferner Osten                           |      |
| Cryphonectria parasitica                     | Kastanienrindenkrebs                                                       |        | Asien                                  |      |
| Cyprinus carpio                              | Karpfen                                                                    |        | Europa                                 |      |
| Dreissena polymorpha                         | Wandermuschel                                                              |        | Europa                                 |      |
| Eichhornia crassipes                         | Dickstielige Wasserhyazinthe                                               |        | Südamerika                             |      |
| Eleutherodactylus coqui                      |                                                                            |        | Südamerika                             |      |
| Eriocheir sinensis                           | Chinesische Wollhandkrabbe                                                 |        | Asien                                  |      |
| Euglandina rosea                             | Rosige Wolfsschnecke                                                       |        | Nordamerika: USA                       |      |
| Euphorbia esula                              | Esels-Wolfsmilch                                                           |        | Eurasien                               |      |
| Fallopia japonica = Polygonum cuspidatum     | Japanischer Staudenknöterich                                               |        | Ostasien                               |      |
| Felis silvestris catus                       | Hauskatze                                                                  |        | Afrika                                 |      |
| Gambusia affinis                             | Koboldkärpfling, Westlicher Moskitofisch                                   |        | Nordamerika                            |      |
| Hedychium gardnerianum                       | Schmetterlingsingwer                                                       |        | Indien                                 |      |
| Herpestes javanicus                          | Kleiner Mungo                                                              |        | Asien                                  |      |
| Hiptage benghalensis                         |                                                                            |        | Asien                                  |      |
| Imperata cylindrica                          | Silberhaargras                                                             |        | Afrika                                 |      |
| Lantana camara                               | Wandelröschen                                                              |        | Mittelamerika                          |      |
| Lates niloticus                              | Nilbarsch                                                                  |        | Westafrika                             |      |
| Leucaena leucocephala                        | Weißkopfmimose                                                             |        | Mittelamerika                          |      |
| Ligustrum robustum                           |                                                                            |        | Asien                                  |      |
| Linepithema humile                           | Argentinische Ameise                                                       |        | Südamerika: Argentinien                |      |
| Lymantria dispar                             | Schwammspinner                                                             |        | Eurasien, Nordafrika                   |      |
| Lythrum salicaria                            | Gewöhnlicher Blutweiderich                                                 |        | Eurasien                               |      |
| Macaca fascicularis                          | Javaneraffe                                                                |        | Südostasien                            |      |
| Melaleuca quinquenervia                      | Myrtenheide                                                                |        | Australien                             |      |
| Miconia calvescens                           |                                                                            |        | Lateinamerika                          |      |
| Miconia crenata                              |                                                                            |        | Südamerika                             |      |
| Micropterus salmoides                        | Forellenbarsch                                                             |        | Nordamerika                            |      |
| Mikania micrantha                            |                                                                            |        | Lateinamerika                          |      |
| Mimosa pigra                                 |                                                                            |        | Lateinamerika                          |      |
| Mnemiopsis leidyi                            | Meerwalnuss                                                                |        | Lateinamerika                          |      |
| Mus musculus                                 | Hausmaus                                                                   |        | Asien                                  |      |
| Mustela erminea                              | Hermelin                                                                   |        | Eurasien, Nordamerika                  |      |
| Myocastor coypus                             | Nutria                                                                     |        | Südamerika                             |      |
| Myrica faya                                  | Gagelbaum                                                                  |        | Azoren und Kanaren                     |      |
| Mytilus galloprovincialis                    | Mittelmeer-Miesmuschel                                                     |        | Europa                                 |      |
| Oncorhynchus mykiss                          | Regenbogenforelle                                                          |        | Nordamerika, westliches                |      |
| Ophiostoma ulmi                              | Verursacher des Ulmensterbens                                              |        | Asien                                  |      |
| Opuntia stricta                              |                                                                            |        | Lateinamerika                          |      |
| Oreochromis mossambicus                      | Mosambik-Buntbarsch                                                        |        | Südliches Afrika                       |      |
| Oryctolagus cuniculus                        | Wildkaninchen                                                              |        | Südeuropa                              |      |
| Pheidole megacephala                         |                                                                            |        | Südliches Afrika                       |      |
| Phytophthora cinnamomi                       | Verursacher von Wurzelfäule bei Azaleen                                    |        | Südostasien                            |      |
| Pinus pinaster                               | See-Kiefer                                                                 |        | Südeuropa                              |      |
| Plasmodium relictum                          | Verursacher der Vogelmalaria                                               |        | Samoa                                  |      |
| Platydemus manokwari                         | Neuguinea-Plattwurm                                                        |        | Neuguinea                              |      |
| Pomacea canaliculata                         | Gefurchte Apfelschnecke                                                    |        | Südamerika                             |      |
| Prosopis glandulosa                          | Honig-Mesquite                                                             |        | Nordamerika: Kalifornien               |      |
| Psidium cattleyanum                          | Erdbeer-Guave                                                              |        | Südamerika: Brasilien                  |      |
| Pueraria montana var. lobata                 | Kudzu                                                                      |        | Ostasien                               |      |
| Pycnonotus cafer                             | Rotsteißbülbül                                                             |        | Asien                                  |      |
| Lithobates catesbeianus = Rana catesbeiana   | Nordamerikanischer Ochsenfrosch                                            |        | Nordamerika (östliches)                |      |
| Rattus rattus                                | Hausratte                                                                  |        | Indien                                 |      |
| Rinderpest virus                             | Rinderpestvirus (seit 2010 ausgerottet)                                    |        |                                        |      |
| Rubus ellipticus                             |                                                                            |        | Südasien                               |      |
| Salmo trutta                                 | Forelle                                                                    |        | Eurasien, Nordafrika                   |      |
| Salvinia molesta                             |                                                                            |        | Südamerika: Brasilien                  |      |
| Schinus terebinthifolius                     | Brasilianischer Pfefferbaum                                                |        | Südamerika                             |      |
| Sciurus carolinensis                         | Grauhörnchen                                                               |        | Nordamerika (östliches)                |      |
| Solenopsis invicta                           | Rote Feuerameise                                                           |        | Südamerika                             |      |
| Spartina anglica                             | Salz-Schlickgras                                                           |        | Europa: Großbritannien                 |      |
| Spathodea campanulata                        | Afrikanischer Tulpenbaum                                                   |        | Westafrika                             |      |
| Sphagneticola trilobata                      |                                                                            |        | Mittelamerika                          |      |
| Sturnus vulgaris                             | Star                                                                       |        | Eurasien, Nordafrika                   |      |
| Sus scrofa                                   | Wildschwein                                                                |        | Eurasien                               |      |
| Tamarix pentandra = Tamarix ramosissima      | Heidetamariske                                                             |        | Asien                                  |      |
| Trachemys scripta elegans                    | Rotwangen-Schmuckschildkröte                                               |        | Nordamerika (östliches)                |      |
| Trichosurus vulpecula                        | Fuchskusu                                                                  |        | Australien                             |      |
| Trogoderma granarium                         | Khaprakäfer                                                                |        | Indien                                 |      |
| Ulex europaeus                               | Stechginster                                                               |        | Europa (westliches)                    |      |
| Undaria pinnatifida                          |                                                                            |        | Ferner Osten                           |      |
| Vespula vulgaris                             | Gemeine Wespe                                                              |        | Eurasien                               |      |
| Vulpes vulpes                                | Rotfuchs                                                                   |        | Eurasien, Nordafrika, Nordamerika      |      |
| Wasmannia auropunctata                       | Kleine Feuerameise                                                         |        | Lateinamerika                          |      |

## Quelle
- S. Lowe, M. Browne, S. Boudjelas, M. De Poorter: 100 of the World’s Worst Invasive Alien Species. A selection from the Global Invasive Species Database. Herausgegeben von The Invasive Species Specialist Group (ISSG) der World Conservation Union (IUCN). Erstmalig erschienen als Spezialbeilage in Aliens 12, Dezember 2000. Update und Reprint: November 2004. Digitalisat: PDF